# Diamond Brook (dopływ West Branch River John)
Diamond Brook – strumień (brook) w kanadyjskiej prowincji Nowa Szkocja, w hrabstwie Pictou, płynący w kierunku zachodnim i uchodzący do West Branch River John; nazwa urzędowo zatwierdzona 6 maja 1947.